# Moires
Pour les articles homonymes, voir Moire, Moires, Atropos et Clotho.

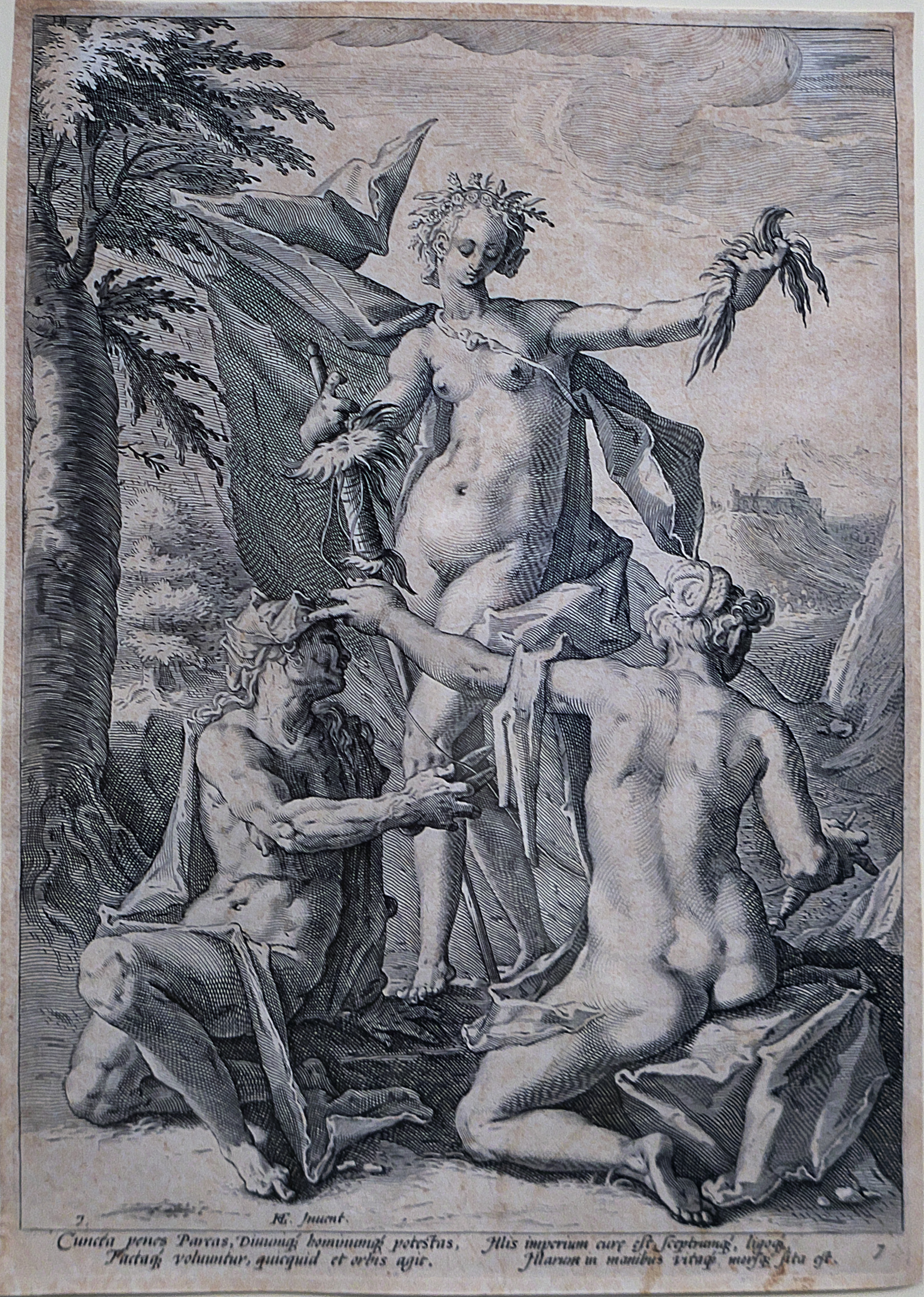
Les Trois Moires, gravure d'Hendrik Goltzius.

Dans la mythologie grecque, les Moires (en grec ancien Μοῖραι / Moîrai) sont trois divinités du Destin : Clotho (« la Fileuse »), Lachésis (« la Répartitrice ») et Atropos (« l'Inflexible »). Elles sont associées aux cycles cosmiques, aux grandes déesses de la nature, de la végétation et de la fertilité.
Elles deviennent les Parques, dans la mythologie romaine. On retrouve des personnages similaires dans la mythologie nordique avec les Nornes, ou encore dans la mythologie lituanienne avec les Deivės Valdytojos.

## Mythe

### Ascendance et premiers éléments

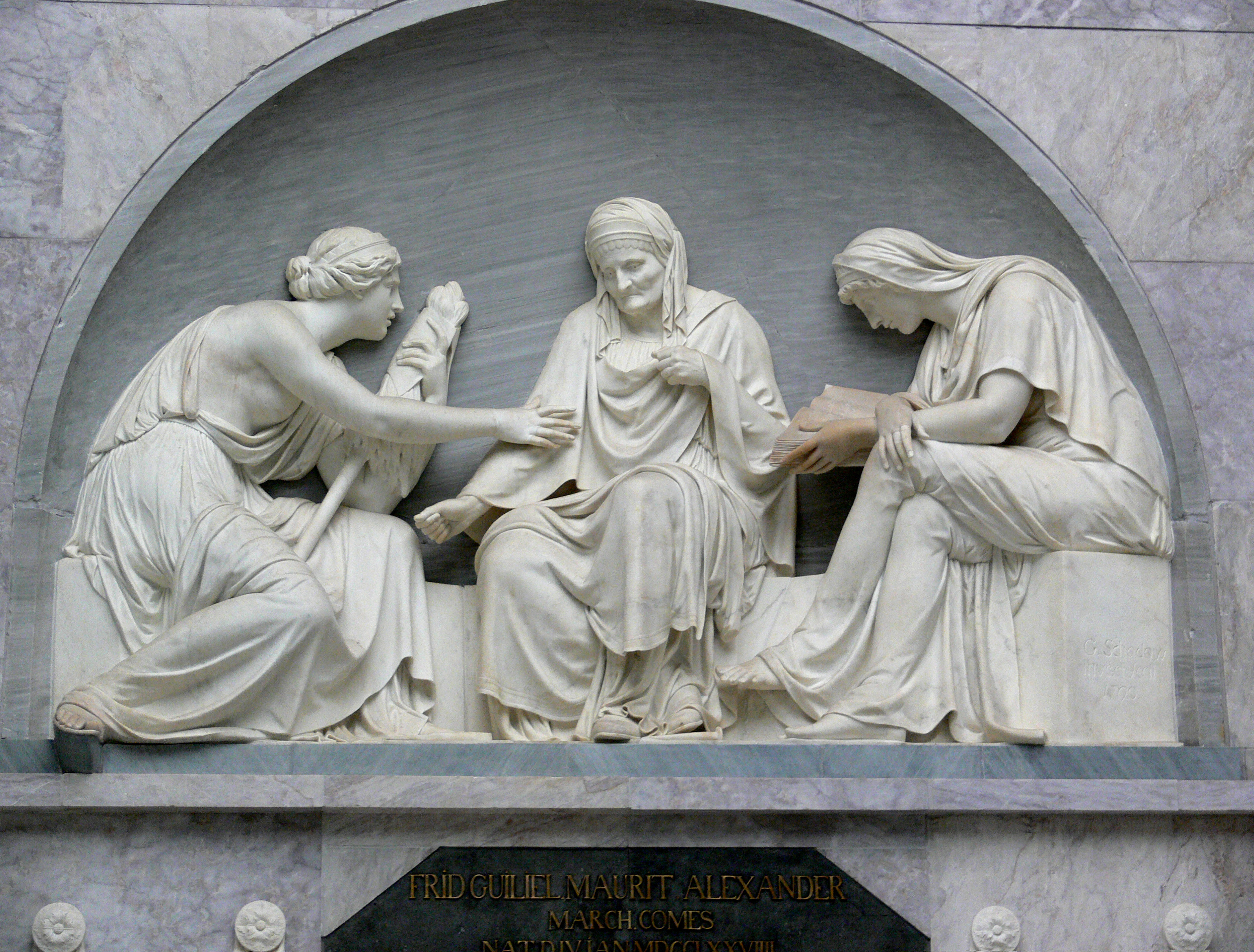
Les trois Moires, relief, tombe d' par Johann Gottfried Schadow (Alte Nationalgalerie, Berlin).

Leur ascendance est confuse : la Théogonie se contredit elle-même en citant Nyx seule au vers 217 (comme dans l’Hymne orphique qui leur est consacré et Les Euménides d'Eschyle), mais Zeus et Thémis plus loin (v. 904, repris par le pseudo-Apollodore). Cet attachement à Nyx se retrouve d'ailleurs chez les auteurs latins — dans la Préface d'Hygin et chez Cicéron — qui citent Érèbe pour père. D'autres traditions existent, qui toutes les rattachent à des divinités primordiales (Ouranos et Gaïa) d'après des fragments de Lycophron et d'Athénée, ou Chaos chez Quintus de Smyrne). Quant au poète crétois Épiménide, il les suppose, dans une tradition isolée, nées de Cronos et d'Évonymé et sœurs à la fois d'Aphrodite et des Euménides.
Dans sa République, Platon en fait les filles d'Ananké, déesse de la Nécessité.
Elles sont désignées sous le nom d'αἶσα / aîsa dans l’Iliade, et ne sont citées qu'une seule fois sous le nom collectif de Μοῖραι / Moîrai (XXIV, 49). Au vers 209 du même chant XXIV, le terme Moîra est employé au singulier pour désigner une déesse unique. L’Odyssée associe quant à elle aisa et κλῶθες / klỗthes (« fileuses ») ; ce dernier terme est une référence probable aux Moires, même si cette épithète ne se rencontre nulle part ailleurs. Toujours dans l’Odyssée, il semble que le rôle de fileuses du destin ne leur soit pas réservé : Zeus ou même les dieux tous ensemble peuvent être impliqués. De manière générale, si le terme de moïra (« destinée ») est très présent dans les épopées homériques, celle-ci n'est que rarement personnifiée sous des traits divins.

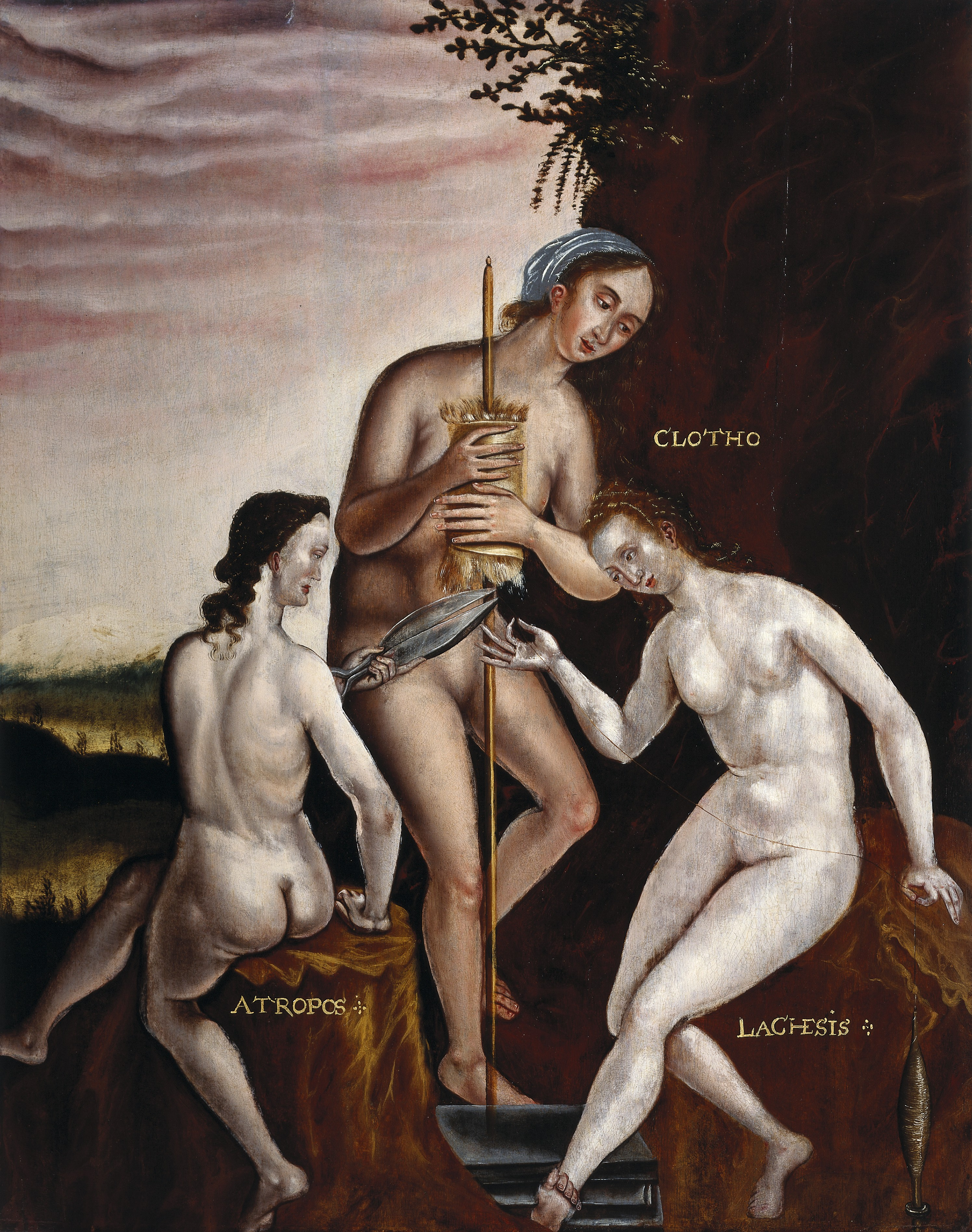
Les Trois Moires, peinture de Philippe Galle.

Elles apparaissent individuellement chez Hésiode, qui dénombre trois Moires qui « donnent d'avoir le bien et le mal » :
- Clotho[n 1] (Κλωθώ / Klôthố, « la Fileuse ») tisse le fil de la vie ;
- Lachésis (Λάχεσις / Lákhesis, « la Répartitrice ») le déroule ;
- Atropos (Ἄτροπος / Átropos, « l'Inflexible ») le coupe.

Dans le premier passage de la Théogonie, leur rôle est en outre de « [poursuivre] les crimes des hommes et des dieux et [de] ne [déposer] leur terrible colère qu'après avoir exercé sur le coupable une cruelle vengeance ». Cependant, l'enchaînement des vers 218 et 219, jugé maladroit, et le fait que cette mention suive une référence donnée aux Kères, divinités chargées de traquer les criminels, font écarter ce passage comme une interpolation par plusieurs spécialistes[Qui ?] ; Martin Litchfield West l'a supprimé de son édition de la Théogonie.

### Fonctions et mythes associés
On peut se représenter leur travail de filage comme achevé au moment de la naissance ou se poursuivant pendant toute la vie jusqu'au moment où tout le fil a été entièrement dévidé de la quenouille. Les images employées par les poètes varient. Leur origine complexe traduit en fait le lien des Moires avec la naissance comme la mort et finalement avec le cycle complet de la vie dans une forme de cadencement du monde. Dans la mythologie grecque, le Destin est parfois personnifié de façon distincte de Zeus, parfois confondu avec lui. Mais en général, Zeus et les autres dieux paraissent soumis au Destin, comme l'affirme Eschyle dans Prométhée enchaîné.
Les Moires sont présentes lors de plusieurs grands événements : lors de la gigantomachie (où elles tuent Agrios et Thoas) ; lors du mariage de Pélée et de Thétis (au cours duquel elles chantent) ; pour ramener la paix dans l'Olympe, lorsque les dieux à l'unisson réclament à Zeus l'immortalité pour leurs conjoints ou leurs enfants mortels[réf. nécessaire].
Lachésis, fille d'Ananké (la Nécessité), possède en outre une fonction spécifique dans la République de Platon, livre X (voir le Mythe d'Er le Pamphylien), qui lui attribue le rôle d'avoir sur ses « genoux des sorts et des modèles de vie » qui sont distribués lors d'une cérémonie à l'issue de laquelle les âmes des défunts sur le point de revenir sur terre se voient présenter les « sorts » correspondant à leur réincarnation future en hommes ou en animaux.

## Culte
Les Moires pouvaient être honorées comme déesses de la naissance ; les jeunes mariées athéniennes leur offraient des boucles de cheveux, et les femmes les invoquaient en prêtant serment.

## Représentations dans l'art
Le thème des Moires est abondamment traité dans l'histoire de l'art, dans des tableaux, des estampes, des sculptures, ou encore dans des dessins.

Quelques exemples d'œuvres représentant les Moires
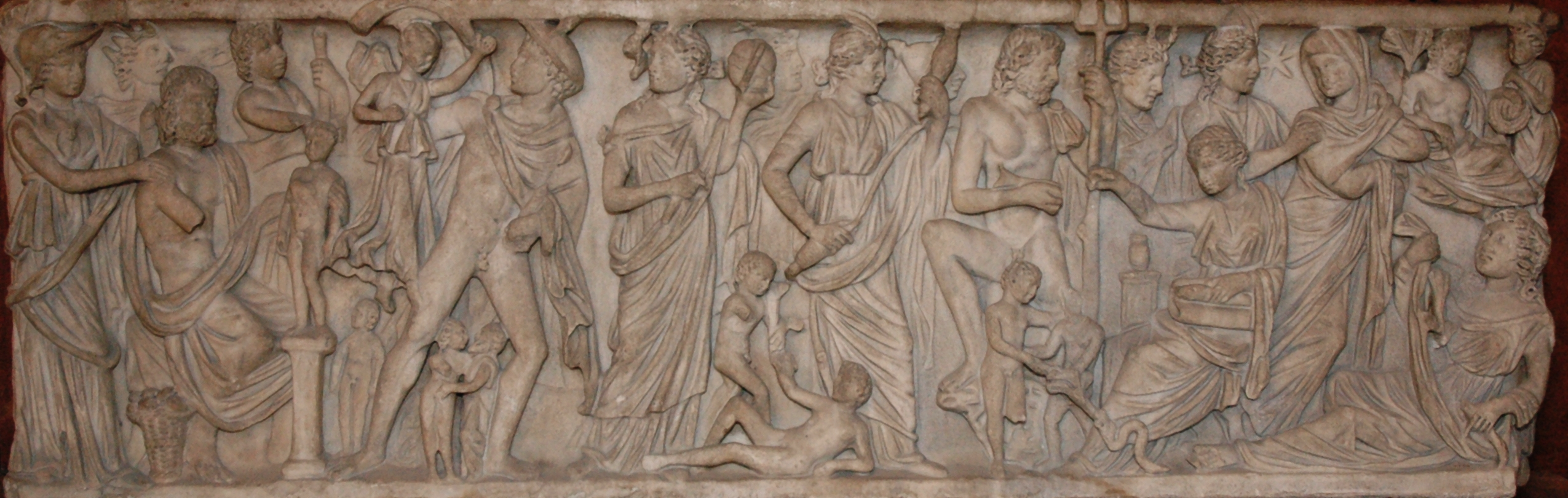
Création de l'homme par Prométhée. Parmi les personnages, on peut reconnaître deux Moires (probablement Lachésis et Clotho), Poséidon et son trident, Artémis au croissant de lune et probablement Atropos. Sarcophage romain, v. 240 apr. J.-C..
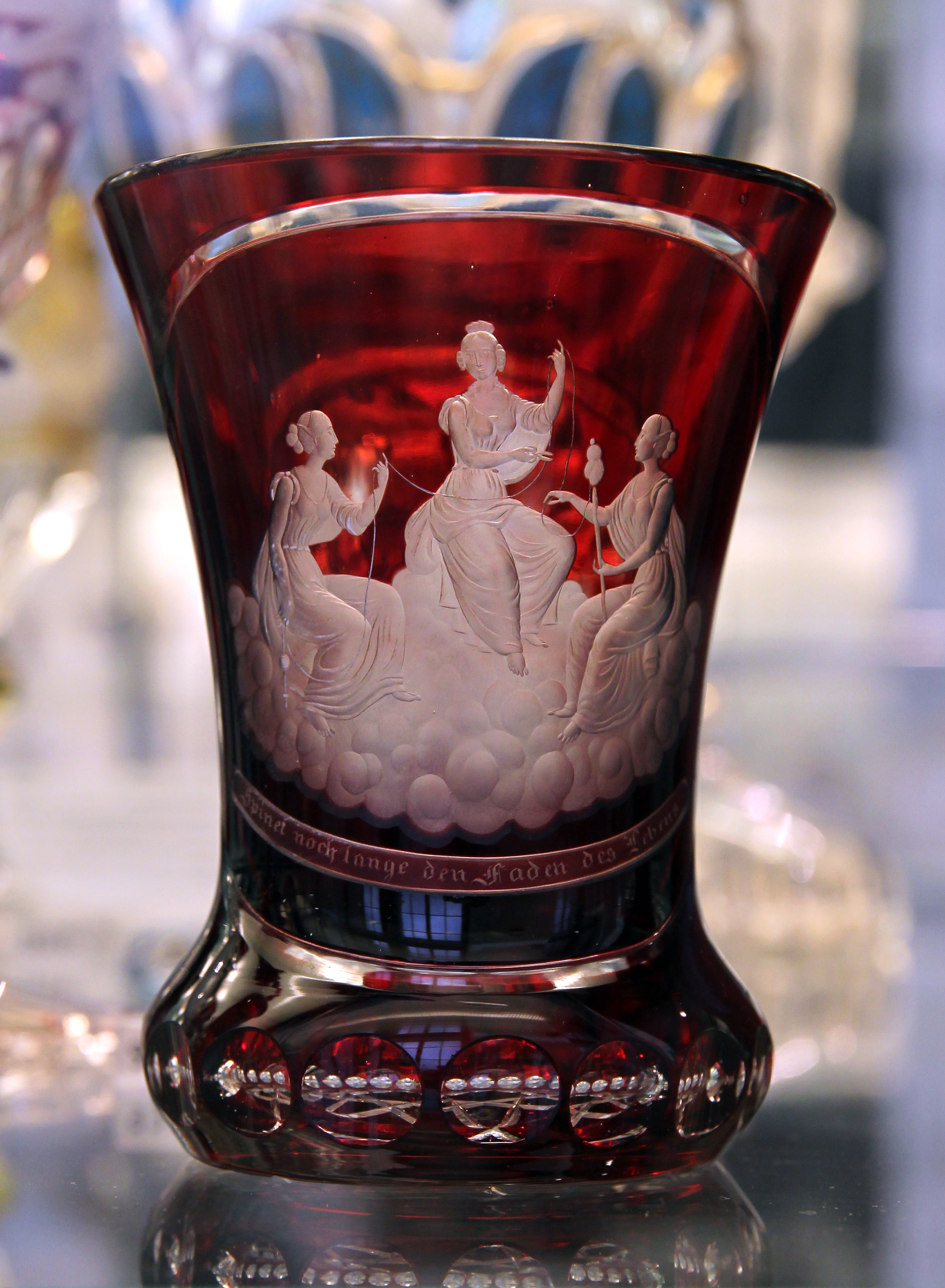
Bécher, verre de Bohème à deux couches, 1848 (Victoria and Albert Museum).
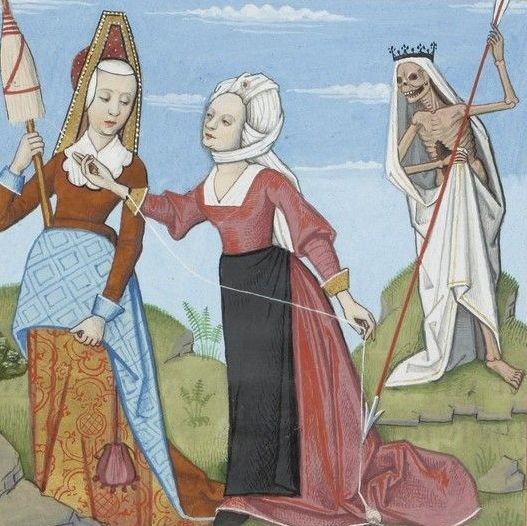
Les Moires dans Le livre des échecs amoureux d'Évrart De Conty (1400).
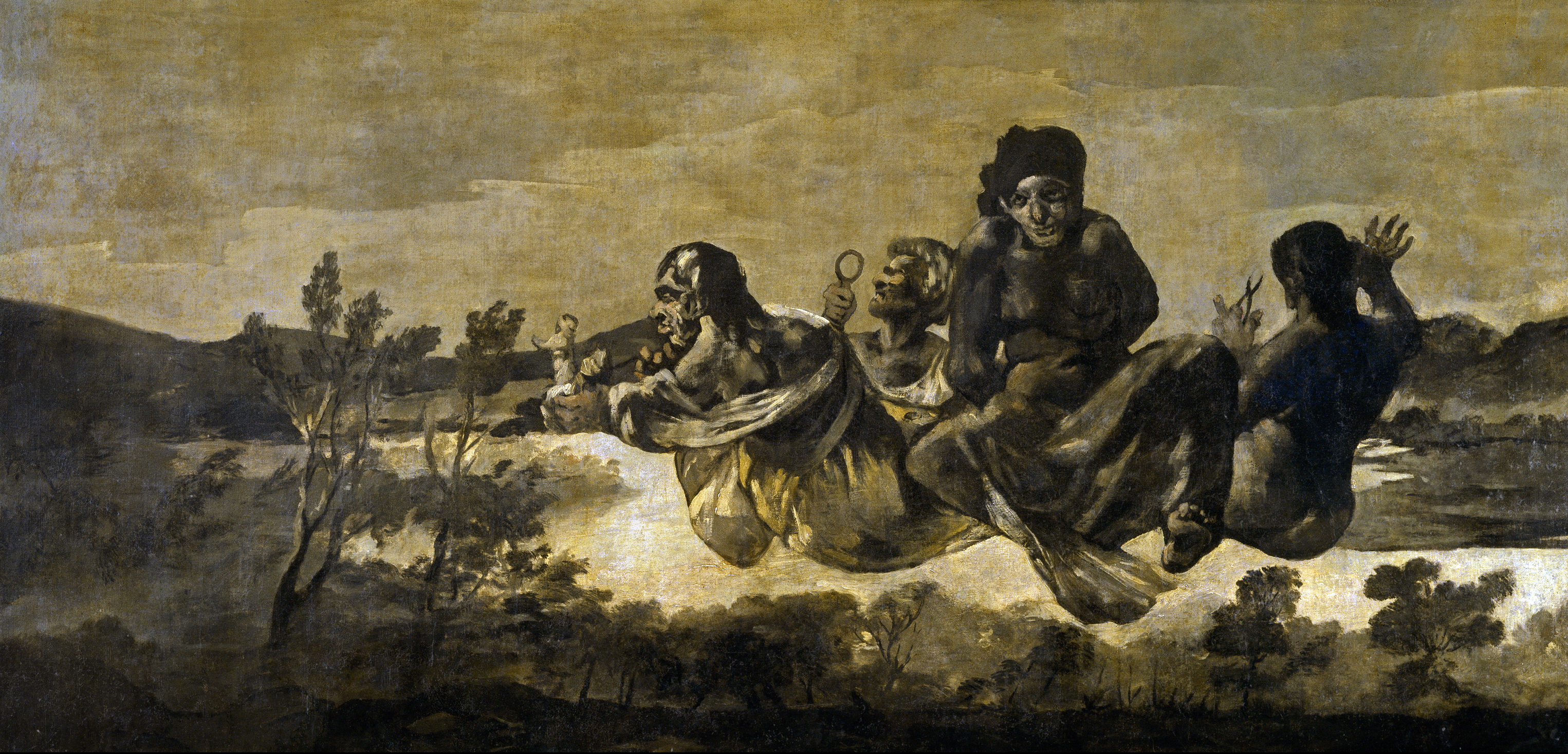
Les Moires, par Goya, 1820-1823 (Musée du Prado).
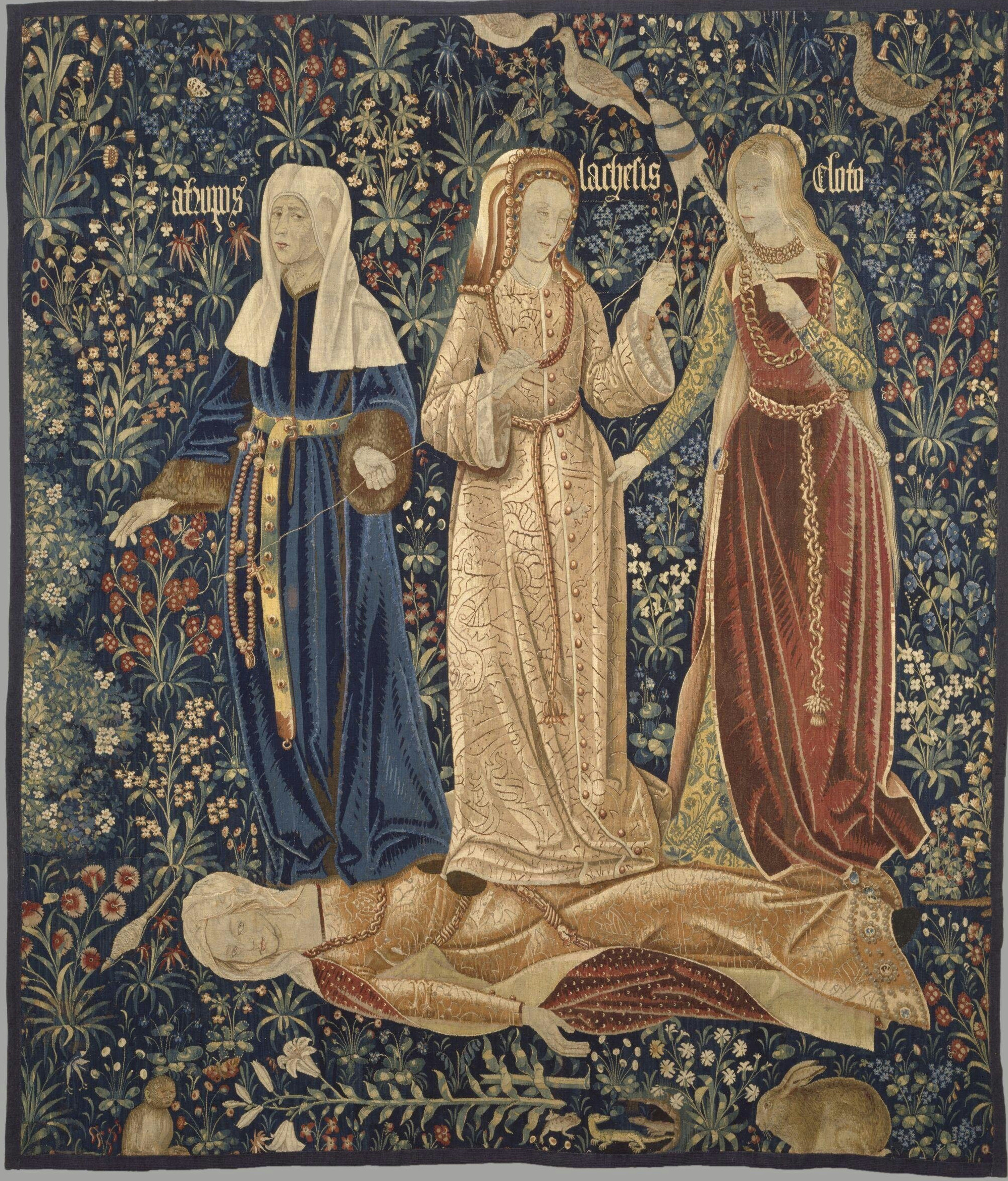
Le Triomphe de la Mort, ou les Trois Moires, tapisserie flamande (Victoria and Albert Museum).
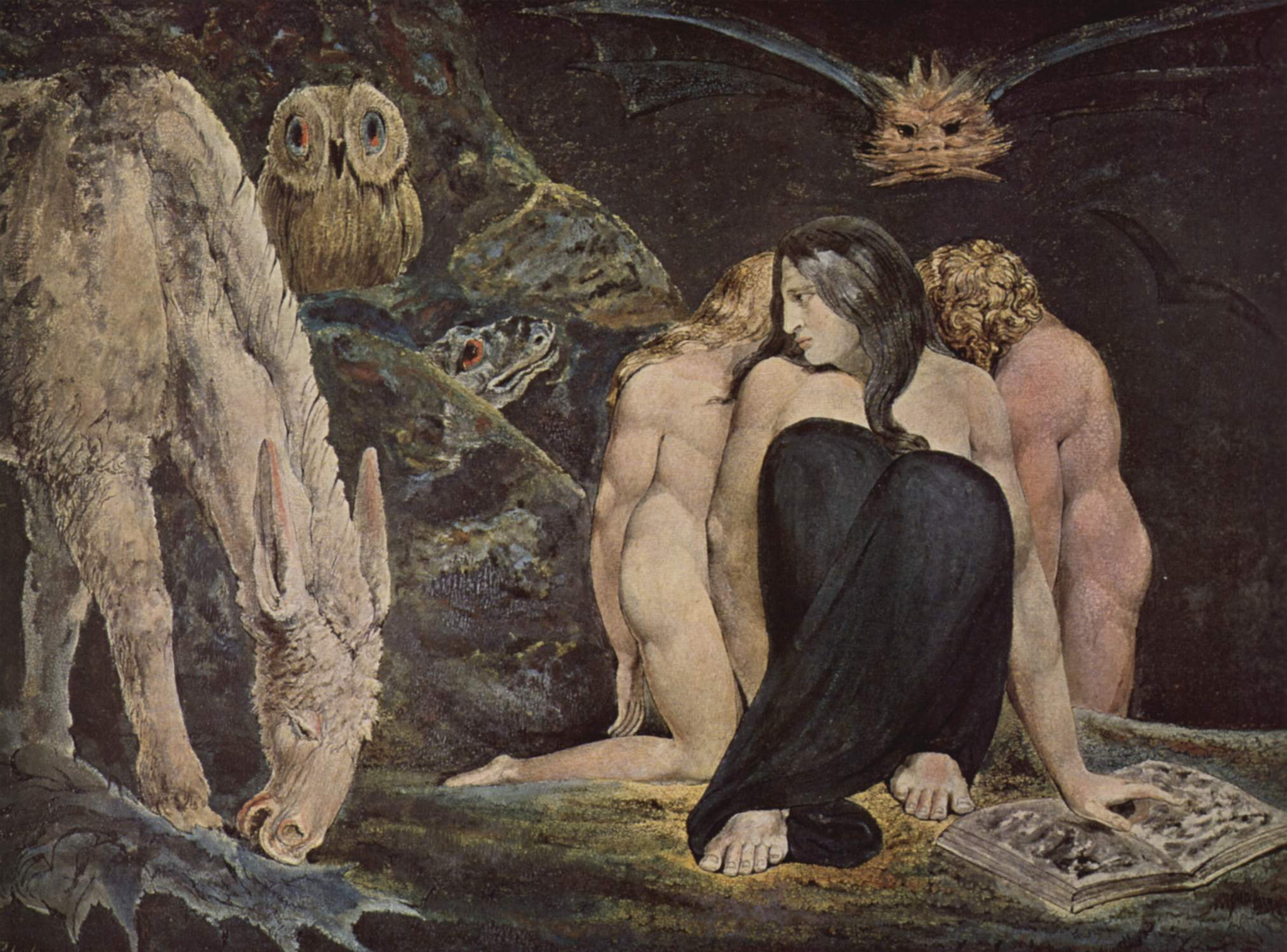
The Night of Enitharmon's Joy, où apparaissent Hécate et les Moires. Tableau de William Blake, 1795 (Tate Gallery).
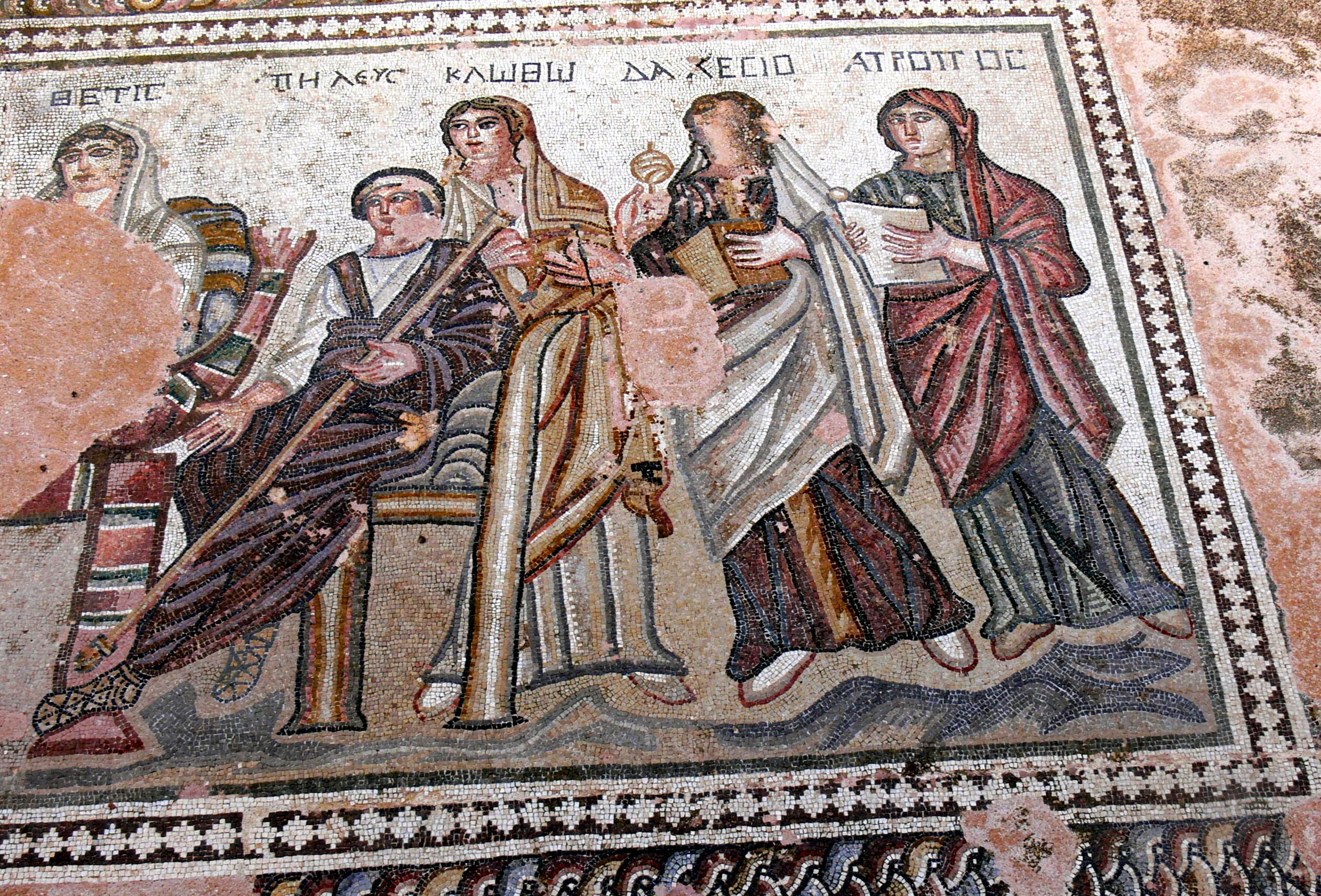
Le roi Pélée, père d'Achille, et les trois Moires, mosaïque du bain d'Achille dans la maison de Thésée (Parc archéologique de Paphos).
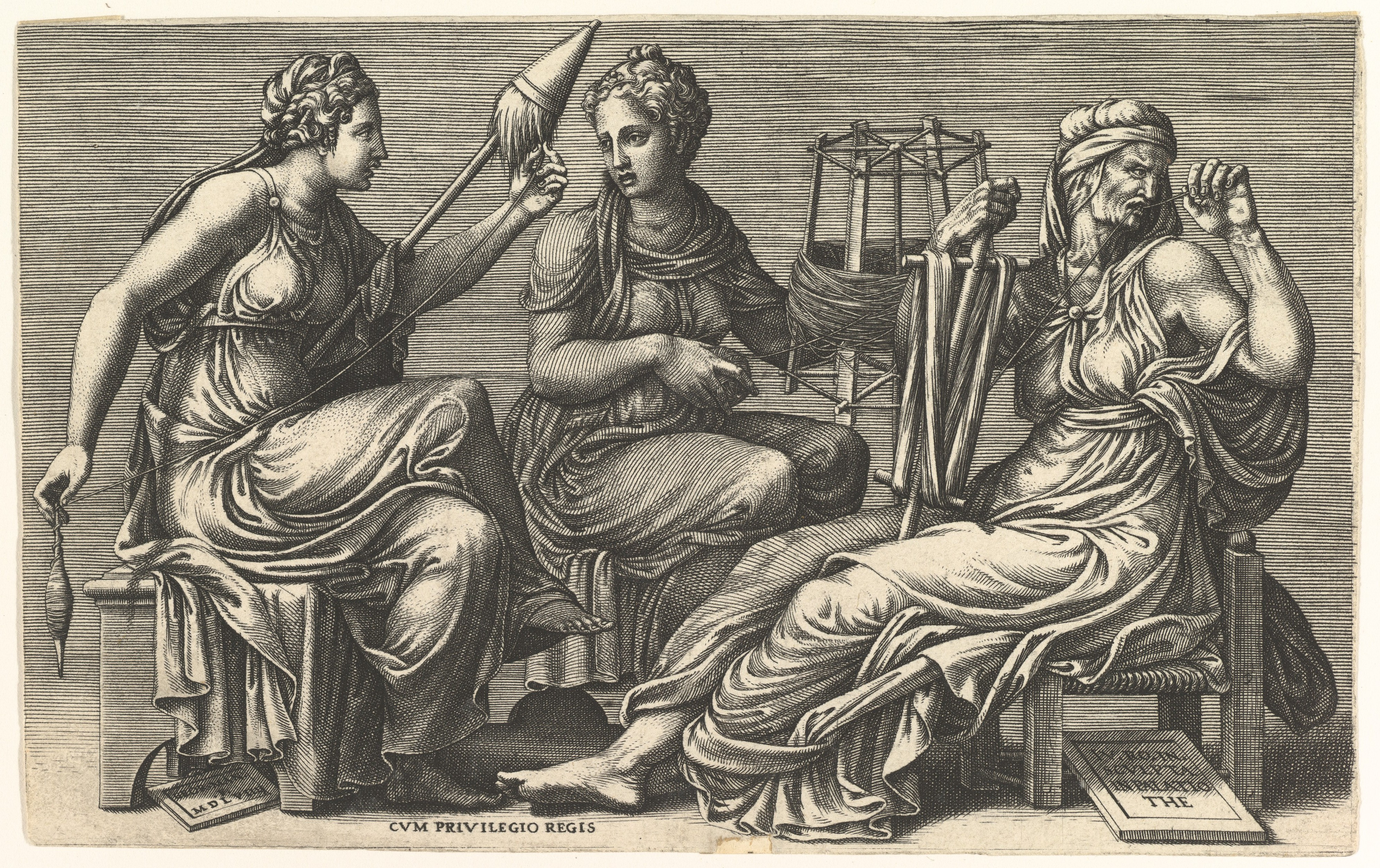
Les Trois Moires, gravure de Giorgio Ghisi d'après Jules Romain, c. 1558 (Metropolitan Museum of Art).